# 龙栖山毛蕨
龙栖山毛蕨（学名：Cyclosorus longqishanensis）为金星蕨科毛蕨属下的一个种。